# Rhododendron phaeops
Rhododendron phaeops är en ljungväxtart som beskrevs av Herman Otto Sleumer. Rhododendron phaeops ingår i släktet rododendron, och familjen ljungväxter. Inga underarter finns listade i Catalogue of Life.